# Kitty Kola
Kitty Cola era una bibita al gusto di cola inventata in Svezia, nel paese di Surte, nell'anno 1953. Era prodotta in una fabbrica di birra. È stata distribuita da Kopparbergs Bryggeri, Sofiero bryggeri, Fagerdals bryggeri e Fågelfors Bryggeri & Läskedrycksfabrik.
Gli ingredienti fondamentali sono: noci di cola e caramello, questa bevanda era ricca di caffeina.